# Lino A. Boza
Lino A. Boza y Villalón (* 1840 in Puerto Príncipe; † nach 1882) war ein kubanischer Komponist, Kapellmeister und Klarinettist.

## Leben
Boza entstammte einer angesehenen Musikerfamilie. Er lebte seit jungen Jahren in Santiago de Cuba und war als virtuoser Klarinettist bekannt. Als Orchestermusiker spielte er außerdem auch Geige, Bratsche, Cello, Kontrabass und Flöte. Von 1875 bis 1877 leitete er die Kapelle der Feuerwehr von Santiago, außerdem war er auch Leiter eines eigenen Tanzorchesters. Für beide Orchester komponierte er Walzer, Polkas, Danzas und andere Tänze, die auf ganz Kuba populär waren. Seine religiösen Kompositionen wurden regelmäßig in den Kirchen von Santiago de Cuba aufgeführt.
1879 wanderte Boza nach Haiti aus, wo er drei Jahre lang lebte. Danach ging er nach Panama und gründete dort eine Musikakademie. Zu seiner Beerdigung wurde sein Trauermarsch Jesús aufgeführt.

## Werke
- Vals Fleures y Perles
- Potpurri Una tarde de Mamarrachos
- Polaca con variaciones für Klarinette und Orchester
- Lanceros Cuatro papeles Orquesta
- Salve für drei Stimmen und Orchester
- El camisón
- La Cachita
- La Elvira
- El Cao
- El Chivo negro
- Oriente Folklórico
- Marcha Fúnebre Jesús